# Park Narodowy Cabo Pulmo

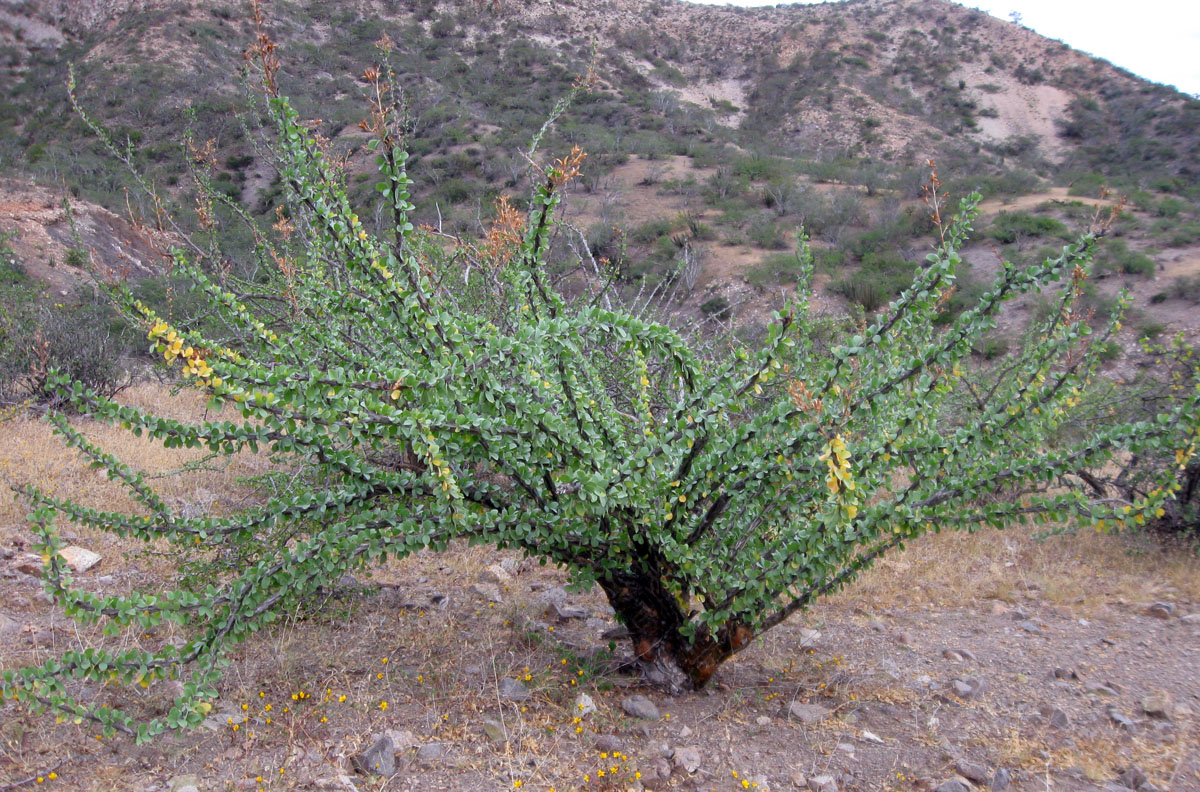
Narażona na wyginięcie (VU) Fouquieria diguetii

Park Narodowy Cabo Pulmo (hiszp. Parque nacional Cabo Pulmo) – park narodowy w północno-zachodnim Meksyku, w stanie Kalifornia Dolna Południowa. Został utworzony 6 czerwca 1995 roku i zajmuje obszar 71,11 km² (w tym 70,72 km² to wody morskie). Od 2005 roku wraz z 244 wyspami i wodami przybrzeżnymi Zatoki Kalifornijskiej jest wpisany na listę światowego dziedzictwa UNESCO pod nazwą „Wyspy i obszary chronione Zatoki Kalifornijskiej”. W 2008 roku został wpisany na listę konwencji ramsarskiej.

## Opis
Park obejmuje jedyną rafę koralową w Zatoce Kalifornijskiej oraz fragment Półwyspu Kalifornijskiego w jej pobliżu. Część lądowa parku ma charakter pustynny. Płynie tu kilka strumieni. Część morska to głównie dwie zatoki: Cabo Pulmo i Los Frailes. Rafa ma ponad 20 000 lat i jest jedną z najstarszych raf koralowych we wschodniej części Oceanu Spokojnego.
Klimat suchy i ciepły. Średnia roczna temperatura w parku wynosi +23,09 °C.

## Szata roślinna
Na pustynnym wybrzeżu rosną głównie Jatropha cinerea, Jatropha cuneata, Fouquieria splendens i Stenocereus gummosus, a także narażona na wyginięcie (VU) Fouquieria diguetii.
W części morskiej występują przeważnie glony takie jak np.: Sargassum horridum, Sargassum sinicola, Halymenia californica, Hypnea johnstonii, Hypnea cervicornis i Gracilaria spinigera, a także m.in. ulwa sałatowa.

## Fauna
W parku występuje 11 gatunków koralowców. Są to: zagrożone wyginięciem (EN) Pocillopora verrucosa, Pocillopora capitata, Pocillopora damicornis i Pocillopora meandrina, a także Pavona gigantea, Pavona clivosa, Porites panamensis, Psammocora stellata, Psammocora brighami, Fungia curvata i Madracis pharensis.
Powszechne na rafie są mięczaki takie jak np.: Conus brunneus, Conus princeps, Muricanthus princeps, Thais kiosquiformis i Pinctada mazatlanica.
Zaobserwowano tu 226 gatunków ryb, głównie z rodzajów Dasyatis, Caranx, Kyphosus i Mugil.
Ptaki występujące w parku to narażone na wyginięcie (VU) szlamnik duży i cytrynka maskowa, a także m.in.: mewa meksykańska, mewa śniada, rybitwa mała, rybitwa kalifornijska, rybitwa królewska, pelikan brunatny, czapla modra, czapla biała, kulik mniejszy, kulik długodzioby, szafirczyk rudobrzuchy i przedrzeźniacz szary.
Żyje tu pięć gatunków żółwi morskich. Są to krytycznie zagrożony wyginięciem (CR) żółw szylkretowy, zagrożony wyginięciem (EN) żółw jadalny oraz narażone na wyginięcie (VU) karetta, żółw oliwkowy i żółw skórzasty.
Ssaki morskie występujące w parku to narażony na wyginięcie (VU) płetwal zwyczajny, a także m.in.: uszanka kalifornijska, butlonos zwyczajny, delfinek długoszczęki, steno długonosy, długopłetwiec oceaniczny, płetwal tropikalny i orka oceaniczna.